# Bendix Amonat
Bendix Amonat (* 13. Juni 1980 in Preetz, Kreis Plön) ist ein deutscher Komponist, Sänger und Musikproduzent aus Hannover.

## Leben
Bendix Amonat ist Sohn eines Berufsmusikers. Er nahm 2003 an der 2. Staffel des Gesangs-Wettbewerbs Deutschland sucht den Superstar teil, wo er unter die letzten 20 kam.
2004 wirkte er als Sänger des House-Covers von The Sound of San Francisco der Global Deejays mit, welche Platz 3 in den deutschen Charts erreichte. 2006 sang er die von den Marquess-Musikern komponierte Hymne Niedersachsen, mein Lieblingsland zum 60. Geburtstag des Bundeslandes.
Nach dem Gesangsstudium im Bereich Jazz und Pop (künstlerischer Diplomstudiengang mit Abschluss 2011) an der Musikhochschule Hannover gründete er eine Gesangschule, die seit 2018 den Namen Bendix Voice Academy trägt. Seit 2017 arbeitet Amonat als Komponist und Produzent mit seinem Partner Stavros Ioannou zusammen. 2019 wirkte er am Soundtrack zum Kinofilm die drei !!! mit.